# Marcelo Brozović
Marcelo Brozović, född 16 november 1992 i Zagreb i Kroatien, är en kroatisk fotbollsspelare som spelar för saudiska Al-Nassr. Han representerar även Kroatiens landslag.

## Klubbkarriär
I december 2016 förlängde Brozović sitt kontrakt i Inter fram till 2021. I mars 2022 förlängde han sitt kontrakt fram till juni 2026.
Den 3 juli 2023 värvades Brozović av Al Nassr.

## Landslagskarriär
Brozović har varit en del av Kroatiens trupp vid VM 2014, 2018 och 2022 samt EM 2016, 2020 och 2024.